# Asturiana de la montaña
La asturiana de la montaña, también llamada casina, es una raza vacuna española autóctona de Asturias, concretamente de los concejos de Caso, Ponga y Aller.
Esta raza pertenece al tronco castaño cantábrico y su origen podría remontarse al ganado introducido en España por los invasores indoeuropeos. Actualmente la principal zona de cría se encuentra en la zona oriental de la cordillera Cantábrica (Asturias y Cantabria), existiendo algunos rebaños en Castilla y León y País Vasco.

## Morfología
En cuanto a sus dimensiones; para las hembras, la alzada a la cruz es de entre 125-130 centímetros, el perímetro torácico de 160-170 centímetros y el peso de entre 400 y 500 kilogramos; para los machos estas medidas son de unos 140-145 centímetros de alzada, 190-200 centímetros de perímetro y 600-700 kilogramos. Su cornamenta es vuelta hacia fuera y hacia arriba.
Su pelaje es de colores que van del blanco cremoso al rojo encendido. 

## Usos
Se usan como productoras de carne y desbrozadoras de la montaña. Su carne es excelente y es considerada como una de las mejores del mundo, habiendo ganado la medalla de oro en el año 2017 en el prestigioso certamen londinense "World Steak Challenge".  Su leche es rica en grasa y se utilizaba para la producción de manteca y de quesos como el Queso de Gamonéu, Casín o el de Los Beyos. Tienen además un ternero al año, válido para recría o para carne y tienen gran capacidad para el trabajo en el campo, aunque ya no se emplean con ese fin. 
Se comercializan terneros machos destetados a los 7-8 meses de edad en las ferias de otoño, novillas para vida de 18 a 30 meses de edad, toros de tres años de edad con destino exclusivo a restauración, terneros de 14 meses de edad comercializados como "Carne de Casín" integrada en la Indicación Geográfica Protegida "Ternera Asturiana".

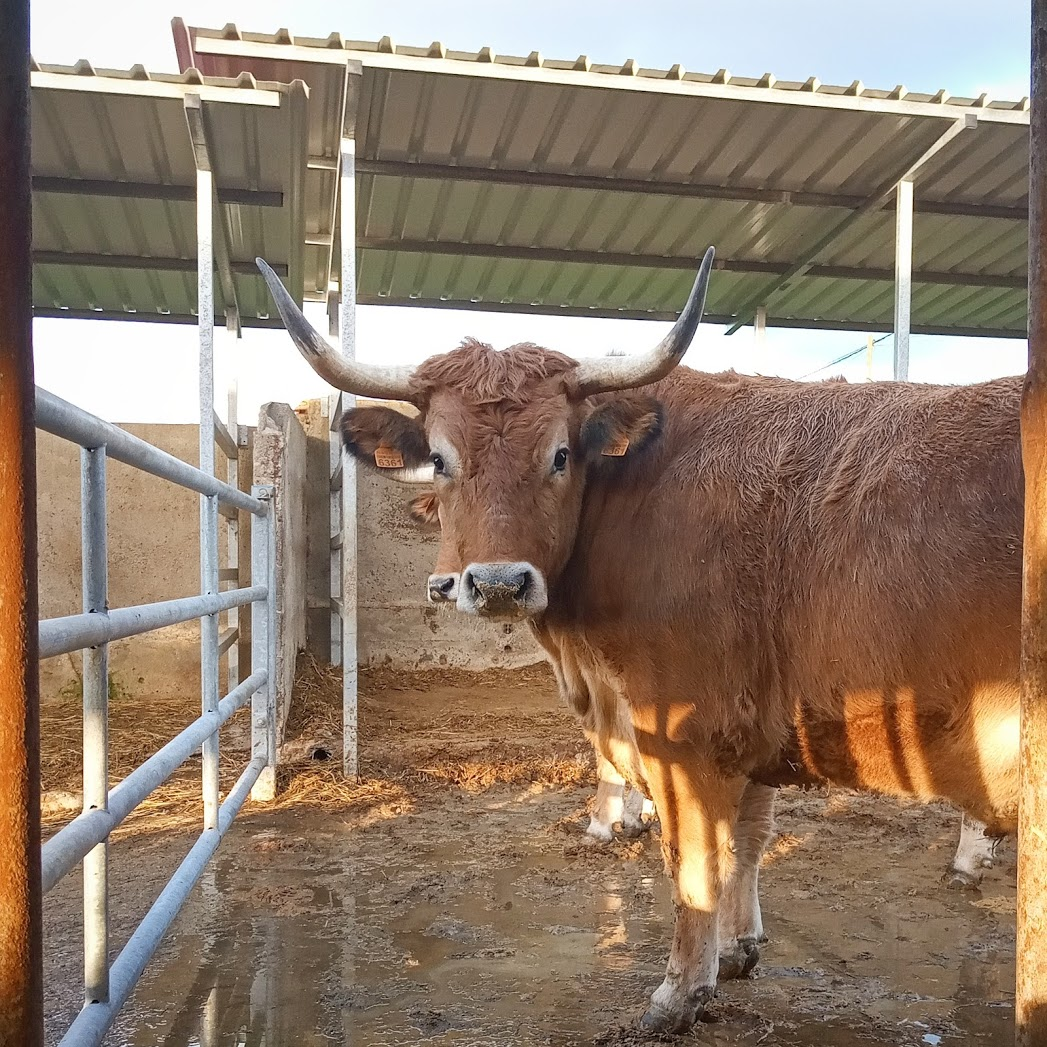
Experimento científico del SERIDA

En 1978 el Ministerio de Agricultura establece el interés de la conservación y mejora de la raza, incluyéndola en el 'Catálogo Oficial de razas españolas' de 1979. Este catálogo fue actualizado en 1997 clasificándola en el grupo de Razas Autóctonas de Protección Especial. Sin embargo en las décadas de los 80 y de los 90 del siglo XX se produjo un intenso mestizaje con la raza de la Asturiana de los Valles lo que llevó a incluir la raza, en 1994, en un plan de ayuda a la conservación de razas en peligro de extinción.

## Situación
A día de hoy la raza sigue encontrándose catalogada como en peligro de extinción. Aunque el número de cabezas ha crecido considerablemente aún tiene muchas dificultades de cara a su futuro. Destacan, entre otras, la elaboración de Ordenanzas Municipales de Pastos que perjudican su cría extensiva y tradicional, como la de los municipios de Mieres o Parres, la reciente proliferación de lobos y el fenómeno de matorralización de sus lugares de cría.